# Porta Romana (Milano)
Porta Romana è una delle sei porte principali di Milano, ricavata lungo i bastioni spagnoli, oggi quasi interamente demoliti. Caratterizzata dalla presenza dell'arco monumentale del 1596 voluto da Filippo III di Spagna, sorge al centro di piazza Medaglie d'Oro, allo sbocco di corso di Porta Romana. È la porta storicamente più importante di ingresso imperiale nella città Mediolanum dove si collegava alla Via Porticata. 
In passato Porta Romana identificava anche uno dei sei sestieri storici in cui era divisa la città, il Sestiere di Porta Romana.

## Storia

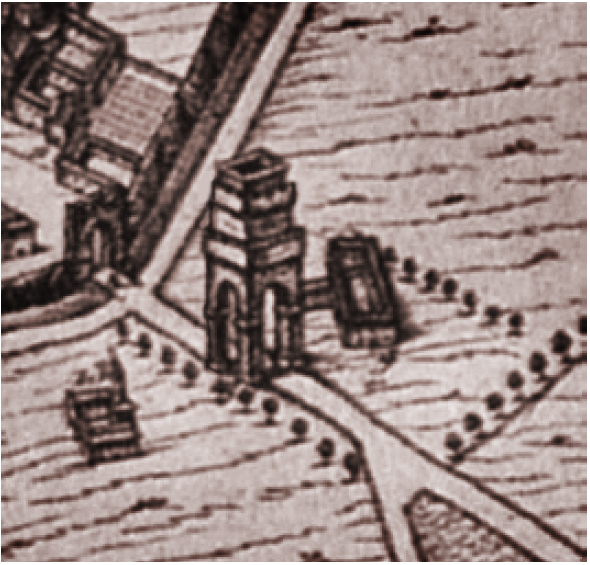
L'arco trionfale della via Porticata su un particolare di una mappa che rappresenta Milano nel 1158

### La porta spagnola (XVI secolo)

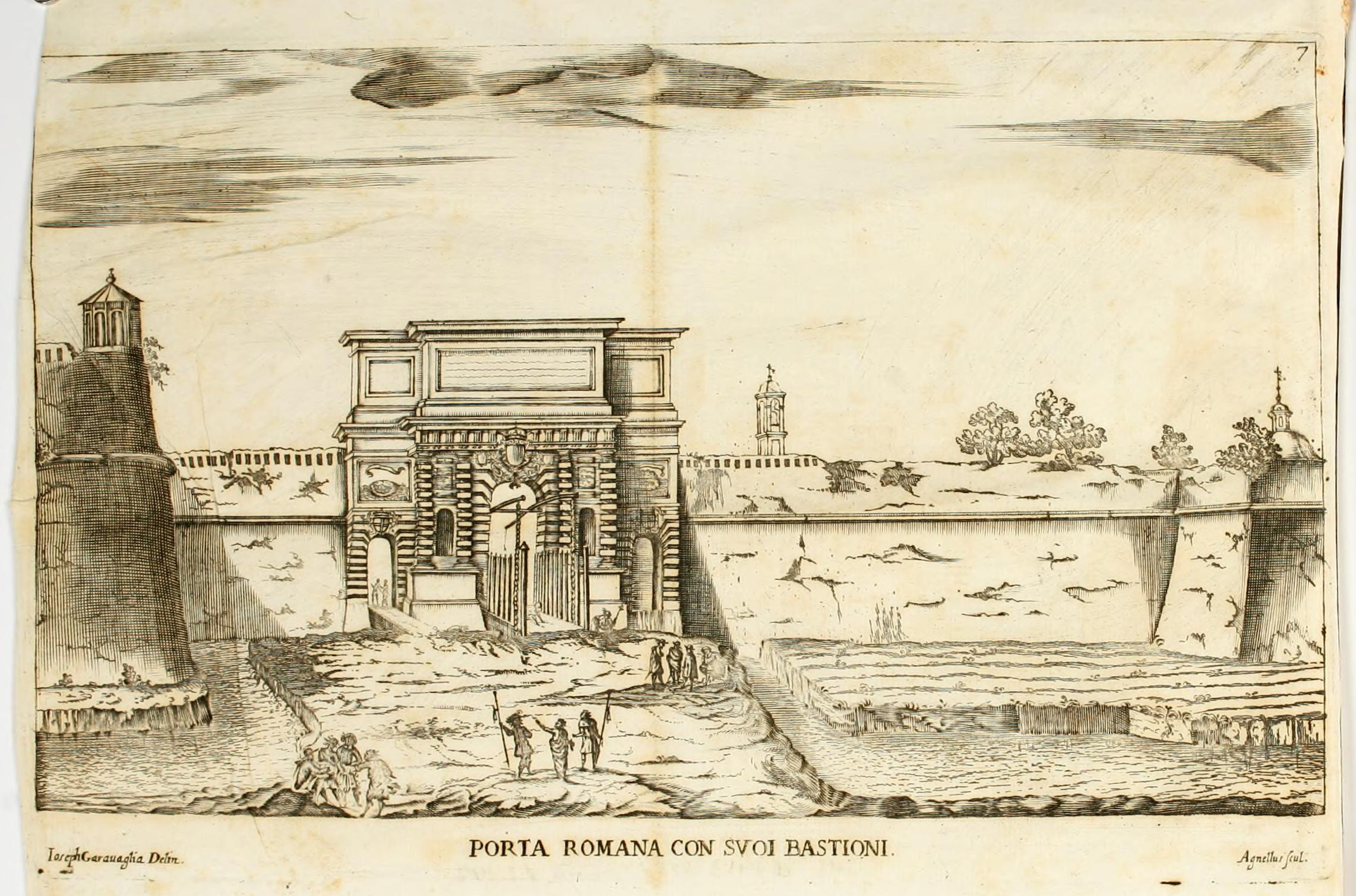
La porta con i bastioni spagnoli in una stampa del 1716 di Carlo Torre

La Porta Romana attuale, che costituiva uno degli accessi principali alla città di Milano, si erge sulla stessa via per Roma dove erano sorte le porte inserite nei precedenti due tracciati delle mura ed era originariamente parte integrante della cerchia di mura spagnole innalzata a partire dal 1548. L'antica via per Roma, che ricalcava l'asse del decumano dell'antica Mediolanum, era la cosiddetta Via Porticata, asse viario rettilineo che seguiva un tracciato corrispondente al moderno corso di Porta Romana.

### Il rifacimento monumentale del 1596

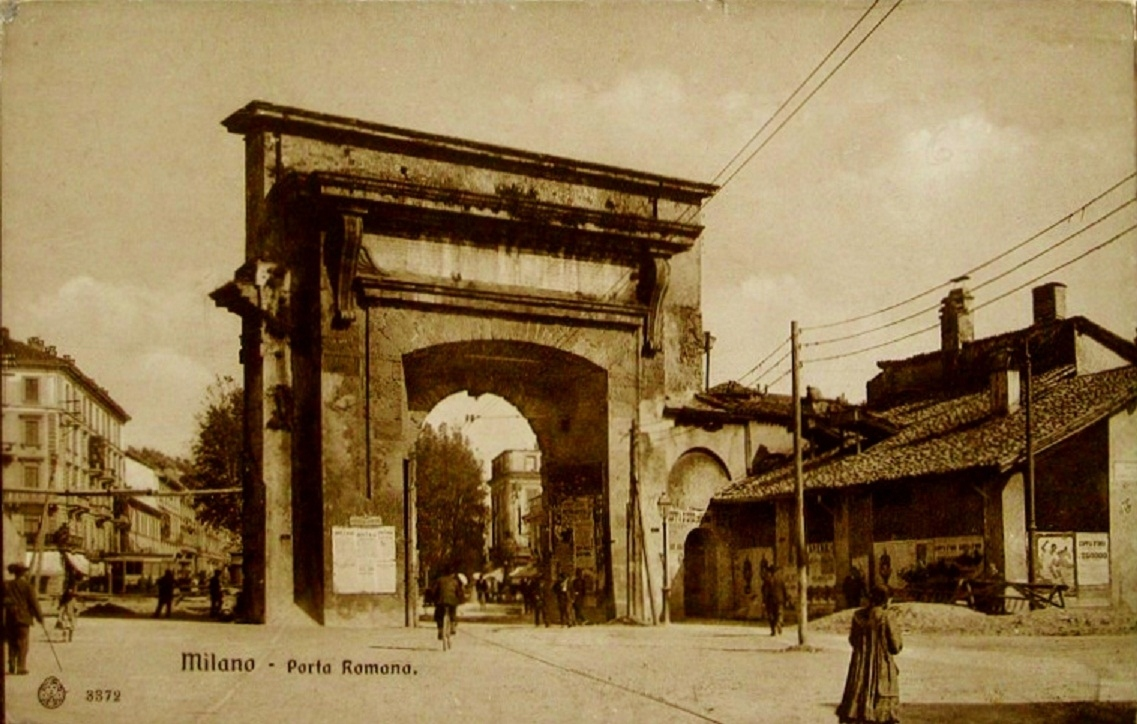
Porta Romana agli inizi del Novecento

La porta, ancor oggi in ottimo stato ma isolata rispetto ai Bastioni, venne eretta nel 1596 in occasione dell'ingresso di Margherita d'Austria-Stiria, promessa sposa di Filippo III di Spagna. Guardando a volo di uccello, le mura spagnole assomigliano ad un cuore con la punta rivolta verso la Porta Romana. La tradizione vuole che tale forma fu fatta dare apposta da Filippo III, come regalo di nozze alla sua futura sposa, e per i due secoli successivi quello di Porta Romana fu l'unico ingresso monumentale della città. La struttura presenta un arco bugnato d'ordine dorico, ispirato agli archi imperiali romani del II-III secolo, a tre fornici, con fregi e sculture tipici della retorica simbolica barocca.
Una leggenda milanese narra invece di come Lucifero abitasse Porta Romana: trasfigurazione popolare del marchese Ludovico Acerbi, che si era meritato tale fama grazie ai suoi comportamenti eccentrici, e alle sontuose feste di cui era sede il suo palazzo durante la peste del 1630.

## Porta Romana e il cinema
L'area della Porta Romana è stata più volte scelta come ambientazione cinematografica, tra i film più rilevanti Rocco e i suoi fratelli (1960) di Luchino Visconti, Il vedovo (1959) di Dino Risi e La vita agra (1964) di Carlo Lizzani, Chiamami col tuo nome (2017) di Luca Guadagnino, che utilizza Milano come sfondo per raccontare una città raffinata e cosmopolita.

## Galleria d'immagini

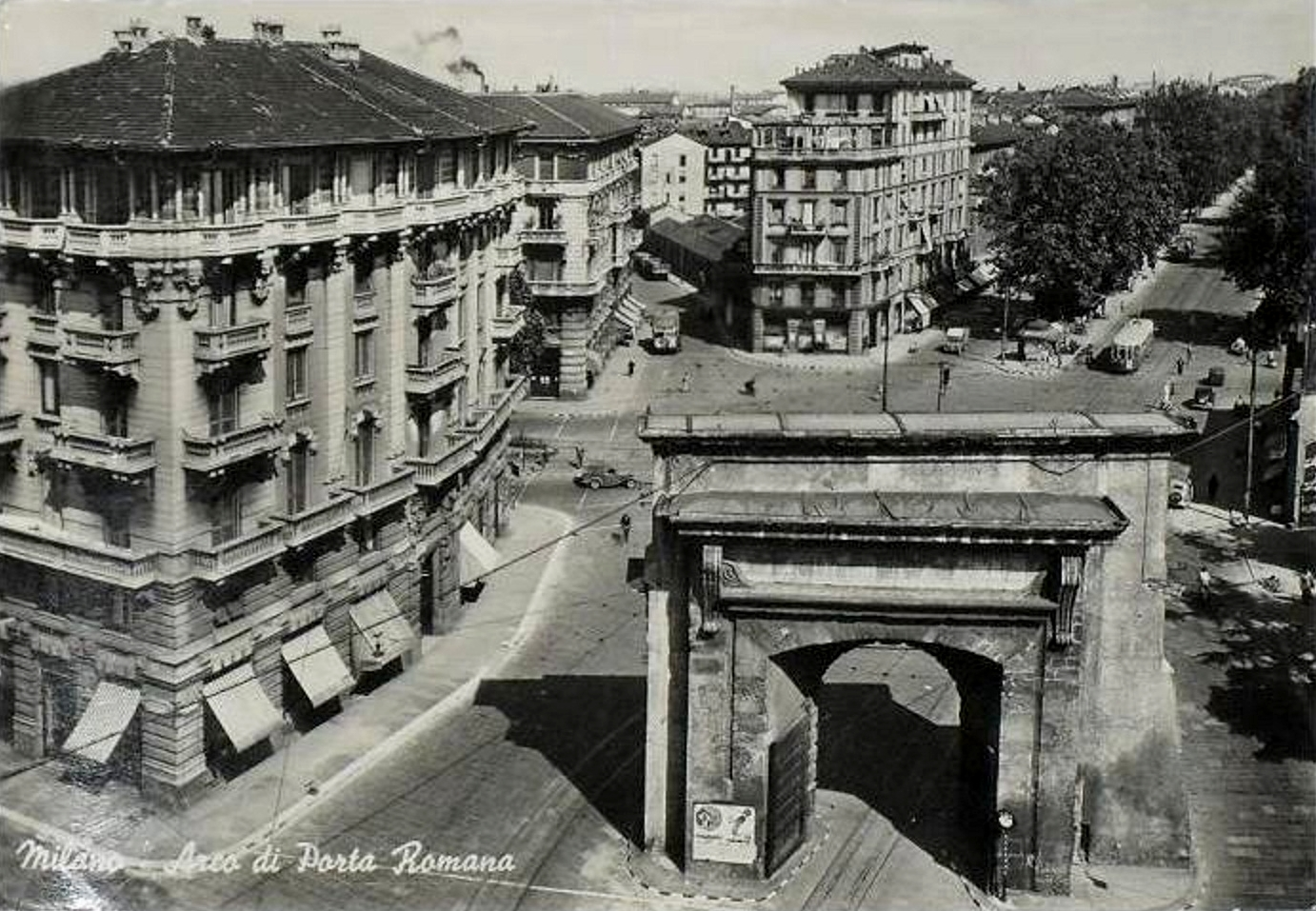
Porta Romana e l'inizio di corso Lodi negli anni cinquanta
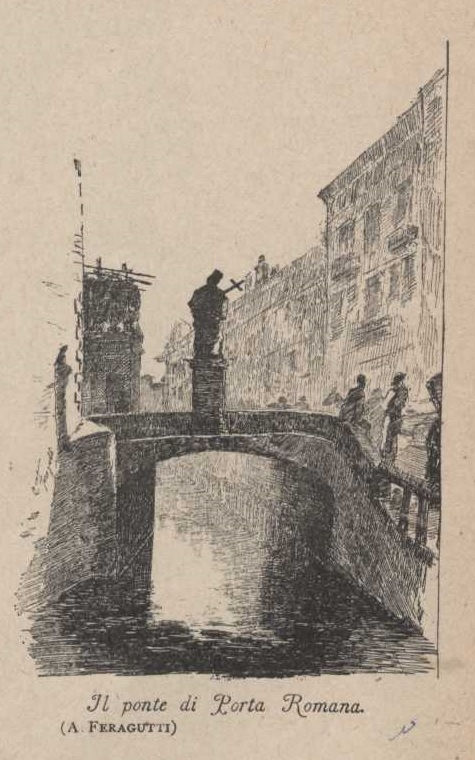
Il ponte di Porta Romana nel XIX secolo
Dazio di Porta Vigentina, 1880 circa
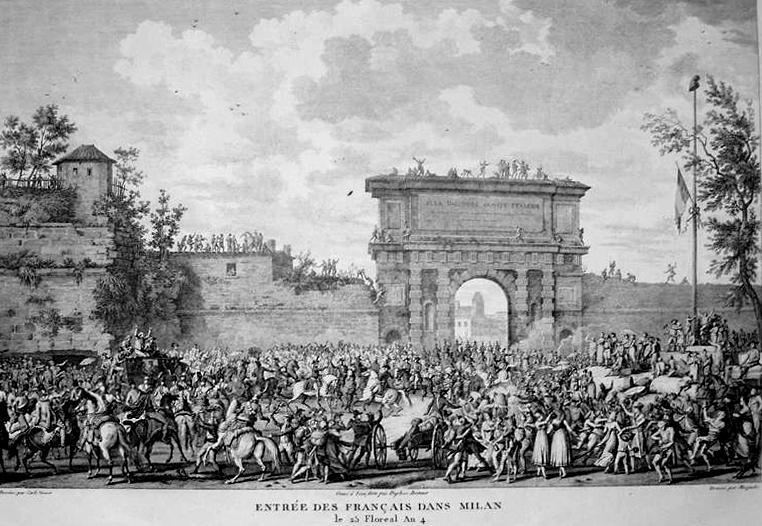
Porta Romana ancora inserita nei bastioni sull'incisione Entrée des français dans Milan le 25 Floréal an 4 di Carle Vernet. L'incisione rappresenta l'entrata di Napoleone Bonaparte, alla testa delle truppe francesi, in Milano, attraverso Porta Romana, il 15 maggio 1796
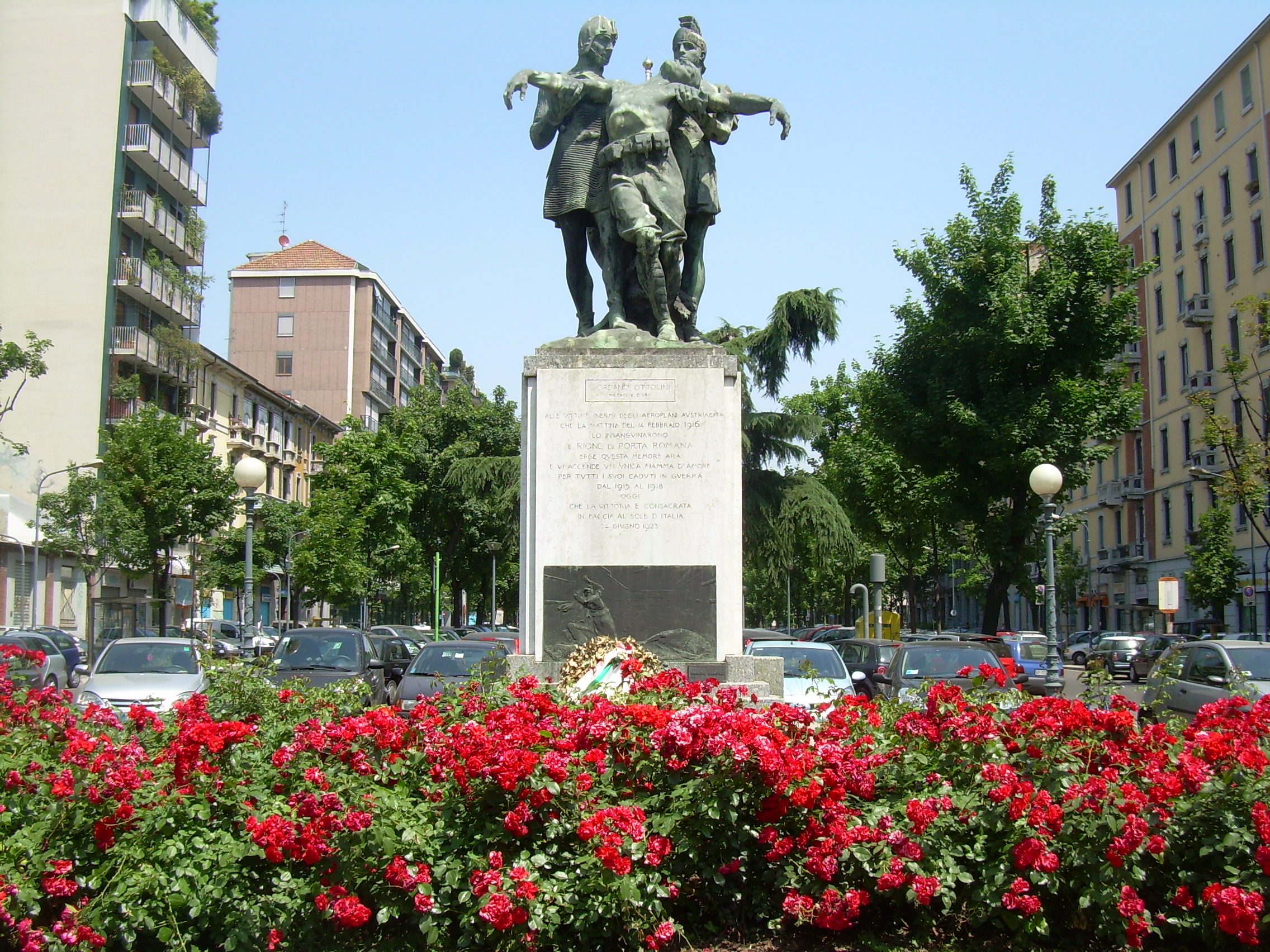
Il monumento ai Caduti della Prima Guerra Mondiale nel borgo di Porta Romana